# 勒耶
勒耶（法語：Lœuilley，法語發音：[lœjɛ]）是法国上索恩省的一个市镇，属于沃苏勒区。

## 地理
勒耶（47°27'43"N, 5°23'25"E）面积5.67 平方千米，位于法国勃艮第-弗朗什-孔泰大區上索恩省，该省份为法国东部内陆省份，北起顺时针与孚日省、贝尔福地区省、杜省、汝拉省、科多尔省和上马恩省接壤。
与勒耶接壤的市镇（或旧市镇、城区）包括：阿特里库尔、万雅讷河畔香槟、万雅讷河畔博蒙、当皮埃尔和弗莱、布鲁瓦莱卢和韦尔方丹。

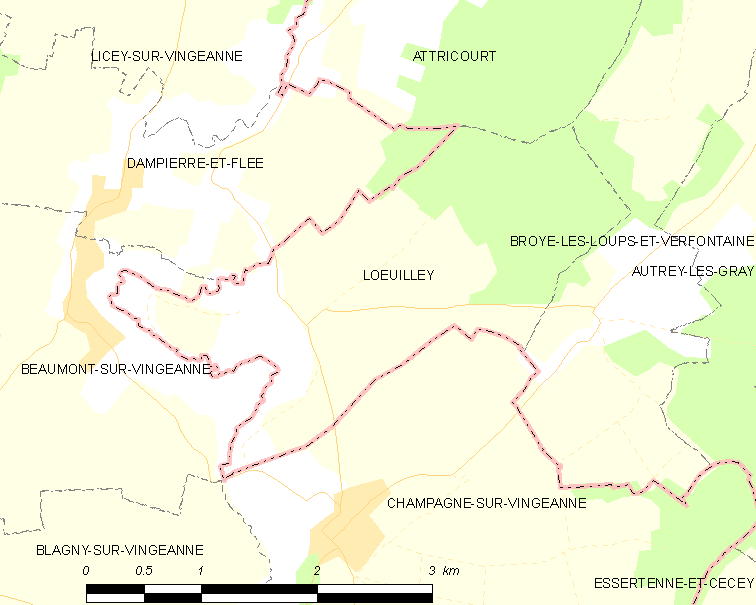
勒耶的OSM定位图

勒耶的时区为UTC+01:00、UTC+02:00（夏令时）。

## 行政
勒耶的邮政编码为70100，INSEE市镇编码为70305。

## 政治
勒耶所属的省级选区为萨隆河畔当皮埃尔县。

## 人口

1962-2008年间勒耶人口变化图示

勒耶于2022年1月1日时的人口数量为96人。